# Нагарагава (стадион)
«Нагарагава» (яп. 岐阜メモリアルセンター長良川競技場) — стадион, расположенный в городе Гифу, префектура Гифу, Япония. Является домашней ареной клуба Джей-лиги «Гифу». Стадион вмещает 30 000 зрителей и был построен в 1991 году.

## История
Стадион был открыт и построен в 1991 году. В 2009 он был реконструирован, чтобы соответствовать требованиям к стадионам Джей-лиги. 
Кроме футбольных матчей на стадионе ежегодно в мае проводится полумарафон Гифу, на самом стадионе находятся старт и финиш.

## Спортивные соревнования
- 2018 Чемпионат Азии по лёгкой атлетике среди юниоров

## Транспорт
- Линия Такаяма и Линия Токайдо: станция Гифу и пересадка на автобусные маршруты.